# Haplogruppe J (Y-DNA)
Haplogruppe J ist in der Humangenetik eine Haplogruppe des Y-Chromosoms. Sie wird durch den genetischen Marker 12f2.1 sowie durch die ähnlichen Marker M304 und P209 unterschieden.

## Ursprung
Semino et al. (2004) nehmen an, dass die Haplogruppe J vor 31.700 Jahren (plus oder minus 12.800 Jahre) im Nahen Osten entstand. Sie entstand mit ihrer Schwester-Haplogruppe I aus der Haplogruppe IJ (S2, S22). Zusammen mit den Haplogruppen G, werden H und K, sowie IJ der Reihe nach von Haplogruppe F abgeleitet. Die Subgruppen J1 und J2, die inzwischen die gesamte Haplogruppe ausmachen, sollen sehr früh vor ca. 10.000 Jahren entstanden sein. 

Verbreitung von Haplogruppe J

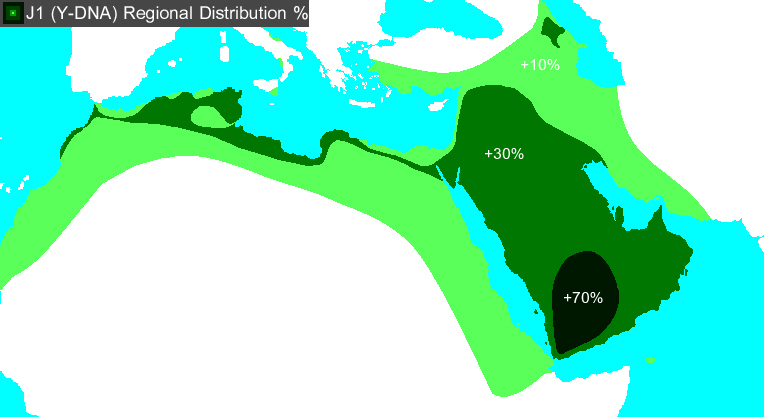
Verbreitung von Haplogruppe J1

Verbreitung von Haplogruppe J2

Haplogruppe J wird in ihrer höchsten Konzentration im Kaukasus und in Südwestasien gefunden. Außerhalb dieser Regionen ist Haplogruppe J mäßig auf Südeuropa verteilt (besonders in Mittel- und Süditalien, in Griechenland und in Albanien), sowie in Mittelasien und in Südasien, besonders in Form ihrer Untergruppe J2-M172. Haplogruppe J wird auch in Nordafrika und am Horn von Afrika, hauptsächlich in Form ihrer Untergruppe J1-M267, gefunden. Untergruppen J2a und J2a1b1 werden meistens in Griechenland, in Anatolien und in Süditalien gefunden.

## Untergruppen
Die Untergruppen von J mit ihrer unterscheidenden Mutation, nach dem 2006 ISOGG Stammbaum:
- J (12f2.1, M304, S6, S34, S35)
  - J*
  - J1 (M267) Typisch für Bevölkerungen von Dagestan, Mesopotamien, der Levante, Arabien, und Semitische Sprachen in Nordafrika und am Horn von Afrika, mit einer mittleren Verbreitung in Südwestasien
    - J1*
    - J1a (M62)
    - J1b (M365)
    - J1c (M367, M368)
    - J1d (M369)
    - J1e (M390)

  - J2 (M172) Typisch für Bevölkerungen in Südeuropa, der Türkei, dem Irak, dem Iran, und dem Kaukasus, mit einer mittleren Verbreitung in Südwestasien, Zentralasien, Südasien, und Nordafrika
    - J2*
    - J2a (M410)
      - J2a*
      - J2a1 (DYS413≤18)
        - J2a1*
        - J2a1a (M47, M322)
        - J2a1b (M67 (S51))
          - J2a1b*
          - J2a1b1 (M92, M260)
            - J2a1b1*
            - J2a1b1a (M327)

          - J2a1b2 (M163, M166)

        - J2a1c (M68)
        - J2a1d (M137)
        - J2a1e (M158)
        - J2a1f (M289)
        - J2a1g (M318)
        - J2a1h (M319)
        - J2a1i (M339)
        - J2a1j (M419)
        - J2a1k (DYS445≤7)

      - J2a2 (M340)

    - J2b (M12, M314, M221)
      - J2b*
      - J2b1 (M102) Besonders vorkommend auf dem Balkan, Griechenland, und Italien (möglicherweise von den alten Griechen)
        - J2b1*
        - J2b1a (M241)
          - J2b1a*
          - J2b1a1 (M99)
          - J2b1a2 (M280)
          - J2b1a3 (M321)

        - J2b1b (M205)

Die Haplogruppe wird unterteilt in zwei Subgruppen: Haplogruppe J2, unterschieden durch den M172 Marker, und Haplogruppe J1, unterschieden durch den M267 marker. 

### Modal
- J Haplotyp. Ysearch K23DT

| DYS     | 393 | 390 | 19 | 391 | 385A | 385B | 426 | 388 | 439 | 389I | 392 | 389II | 458 | 459A | 459B | 455 | 454 | 447 | 437 | 448 | 449 | 464A | 464B | 464C | 464D |
| Allelen | 12  | 23  | 14 | 10  | 14   | 17   | 11  | 16  | 11  | 13   | 11  | 30    | 17  | 8    | 9    | 11  | 11  | 26  | 14  | 20  | 28  | 13   | 14   | 15   | 16   |

- J1 Haplotyp Ysearch RR9SS
- Aschkenasisches Cohen Cluster Ysearch G6839
- J2 Haplotyp. Ysearch 9EQTH
- J2a1b1 (M92)  Haplotyp. (old J2f1) NFNYH
- Vergleiche